# In and out (増崎孝司のアルバム)
『In and out』（イン・アンド・アウト）は、増崎孝司の3枚目のアルバム。

## 解説
前作『ESCAPE』から約20年ぶりにリリースされた。DIMENSION、再始動期のB.B.クィーンズを通じて、川崎哲平とT-SQUAREの坂東慧がレコーディングに参加している。それまでのソロアルバム3作はB.B.クィーンズの活動時期と並行してリリースしたことになる。
元々は2011年6月に発売する予定だったが、東日本大震災の影響で10月5日にリリースすることになったという。
「Fly Like The Wind」はテレビ東京系『ゴルフの真髄』エンディング・テーマ。

## 批評
『CDジャーナル』では「ストーリーがしっかり練られた曲たちの上を、メロディアスかつロックなギタープレイが自由に舞っている」と評した。

## 曲目
1. Natural spirits
2. Let me see your smile
3. Fly Like The Wind
4. Goodbye to you
5. Blue eyes
6. In and out
7. Flashback
8. Shadows
9. Voices
10. Smash 2011

作曲：増崎孝司(#1 - 8, 10)、DIMENSION(#9)
編曲：増崎孝司・安部潤(#ALL)

## レコーディング・ミュージシャン
- 増崎孝司 - ギター (ALL)
  - 川崎哲平 - ベース (#3, 5, 7 - 9)
  - 江口信夫 - ドラム (#10)
  - 坂東慧（T-SQUARE） - ドラム (#3, 5, 7 - 9)
  - 安部潤 - プログラミング (#1 - 5, 9- 10) 、ピアノ (#3)
  - 小野塚晃 - ピアノ (#4, 7, 9)
  - 本田雅人 - サックス (#10)